# André Ier de Naples
Pour les articles homonymes, voir André Ier.
 (juillet 2019).
Si vous disposez d'ouvrages ou d'articles de référence ou si vous connaissez des sites web de qualité traitant du thème abordé ici, merci de compléter l'article en donnant les références utiles à sa vérifiabilité et en les liant à la section « Notes et références ».
André de Hongrie ou André Ier de Naples (né le 30 octobre 1327 et mort étranglé le 18 septembre 1345 à Aversa) fut roi de Naples de 1344 à 1345 par son mariage avec Jeanne de Naples.

## Biographie
André de Hongrie est le fils de Charles Robert, roi de Hongrie, et d'Élisabeth de Pologne.
Le 13 septembre 1333, âgé de six ans, on lui fait épouser par procuration Jeanne de Naples, fille de Charles de Calabre et de Marie de Valois, et petite-fille et héritière de Robert le Sage, roi de Naples. Il est titré Prince de Calabre comme représentant de la branche aînée de la dynastie.
Dans les faits, Jeanne tenait ses droits au royaume de son grand-père, mais Robert le Sage avait spolié son neveu Charles Robert de Hongrie, le père d'André. Celui-ci estimait être l'héritier légitime du trône. Les partisans de Jeanne rétorquaient que la succession avait été tranchée par le pape en 1309 et qu'il n'y avait pas à la contester.
L'accord  matrimonial prévoyait qu'André de Calabre devienne roi comme son épouse à la mort de Robert le Sage. Toutefois en 1343, ce dernier décide malgré ses promesses de réserver son héritage à sa seule petite-fille.
Louis Ier de Hongrie et sa mère la reine mère Élisabeth interviennent auprès du pape et de l'église pour obtenir le couronnement d'André comme roi. Clément VI ordonne finalement son couronnement pour septembre 1345, mais seulement en tant qu'époux de la reine Jeanne.
Le jeune prince âgé de 17 ans est alors assassiné  à Aversa le 18 septembre 1345. En décembre 1345, Jeanne accouche d'un fils posthume d'André, Charles Martel († à Visegrád été 1348) titré duc de Calabre mais elle épouse le 20 juin 1346 son autre cousin et amant Louis de Tarente, dont la famille était sans doute l'instigatrice du meurtre. Ces événements sont à l'origine des campagnes militaires napolitaines de Louis Ier de Hongrie.

## Ascendance

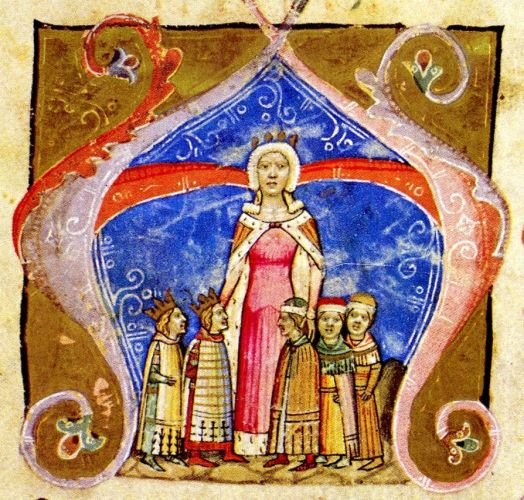
Portrait de la mère d'André Ier de Naples, Élisabeth de Pologne (Elżbieta Łokietkówna), avec ses fils.